# Ignaców (powiat miński)
Ignaców – wieś sołecka w Polsce położona w województwie mazowieckim, w powiecie mińskim, w gminie Mińsk Mazowiecki. Leży we wschodniej części gminy.
Wieś wchodzi w skład sołectwa Janów i Ignaców.
W latach 1975–1998 miejscowość należała administracyjnie do województwa siedleckiego.
Niewielka wieś obok Janowa.
 

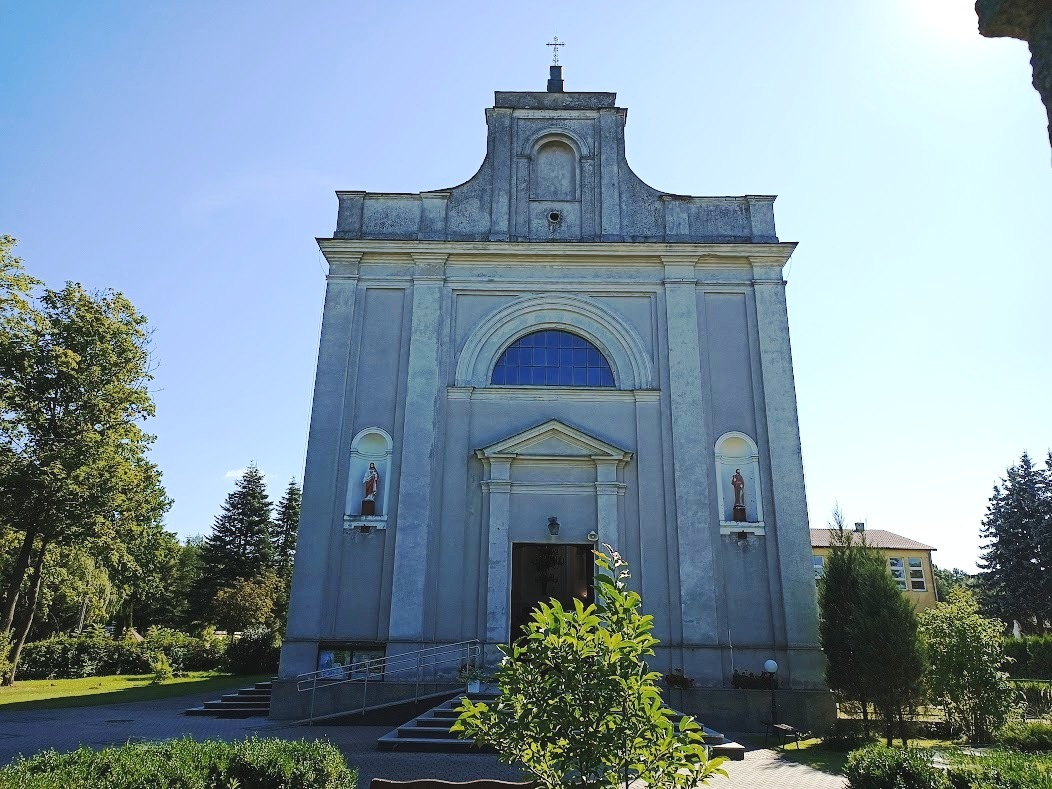
Kościół św. Antoniego

Wieś jest siedzibą rzymskokatolickiej parafii św. Antoniego. 
Na jej terenie znajdują się dwa zabytkowe obiekty: rzymskokatolicki kościół parafialny pod wezwaniem św. Antoniego z Padwy zbudowany w latach 1898–1902 według projektu architekta Stanisława Adamczewskiego oraz graniczący z nim budynek, w którym mieści się Specjalny Ośrodek Wychowawczy, założony w 1895 roku.